# Santa Creu (Talarn)
Santa Creu és un indret del terme municipal de Talarn, al Pallars Jussà.
És el territori situat al nord de la presa del pantà de Sant Antoni, delimitada al nord per la carretera C-13. És just al sud de la caseria de Susterris. S'hi troba una part de les instal·lacions relacionades amb la presa del pantà sw Sant Antoni.